# Ministerstvo veřejných prací Československa
Ministerstvo veřejných prací Československa sídlilo v Praze na Smíchově.

## Historie
C. k. ministerstvo veřejných prací (Ministerium für öffentliche Arbeiten Wien) bylo zřízeno dne 21. března 1908. Zákonem č. 2/1918 Sb. z. vznikl Nejvyšší správní úřad veřejných prací, který byl následné přejmenován na ministerstvo. Ministerstvo zaniklo roku 1942.